# Kilobyte
Un Kilobyte és una unitat de mesura de la quantitat d'informació. Depenent del context, equival a 1.000 o 1.024 bytes. La forma d'escriure la seva abreviació generalment indica quina és la seva equivalència, tot i que sovint s'utilitzen incorrectament.

## 1 Kilobyte = 1000 bytes (kB)
Tècnicament, equival a 1.000 bytes, tai i com marquen les pautes del Sistema Internacional d'Unitats, i es fa servir principalment en enginyeria de telecomunicacions.
El seu ús amb aquesta equivalència és molt reduït per evitar confusions, i generalment es limita a casos en què la mesura en kilobytes s'ha derivat de mesures en kilobits, com poden ser velocitats de xarxa o quotes de bits (un kilobit gairebé sempre equival a 1000 bits). Segons l'IEEE hi ha algunes empreses fabricants de xarxes que fan servir 1 Mbit/s igual a 1.048.576 bit/s

## 1 Kilobyte = 1024 bytes (KiB, K)
Equival a 1024 bytes en la majoria d'àmbits més propers a la informàtica, com ara les mesures de mèmoria dels ordinadors.
L'origen d'aquesta xifra s'explica perquè en informàtica el sistema binari té una importància cabdal, pel que es treballa en potències de dos, la potència de dos més propera a 1.000 és 1.024, així 2¹⁰ = 1.024 ≈ 1.000 = 103.
Quan arribem a les capacitats de memòria actuals (en potències de dos) la diferència es fa més gran, ja que si parlem de Mbytes tenim l'equivalència (1 Mibyte = 1.048.576 bytes) i si parlem de Gbytes tenim l'equivalència (1 Gibyte = 1.073.741.824 bytes).

## Problemes de la doble terminologia
Com que els camps de la informàtica i les telecomunicacions s'encavalquen, les barreres d'un i altre ús no estan ben definides.
Un cas destacat és el dels fabricants de discs durs (i per extensió, d'altres suports d'emmagatzematge), que han expressat tradicionalment la seva capacitat amb múltiples de 1.000. Per exemple un disc dur amb una capacitat d'especificada de 80 GB té 80.000.000.000 bytes. Els sistemes operatius calculen la capacitat dels discs durs en potències de dos amb una equivalència per tant de (1 Gibyte = 1.073.741.824 bytes) per la qual cosa consideraran que el disc té una capacitat de 74,5 GB.
Aquesta discrepància és sovint origen de confusió entre els usuaris.
Amb els discs d'1 Tbyte caldrà tenir en compte que (1 Tibyte = 1.099.511.627.776 bytes).

## Solució:Kibibyte(KiB)
La IEC va aprovar en 1998 l'ús d'uns nous prefixos (anomenats binaris) per acabar amb l'ambigüitat (mantenint els prefixos del SI amb el seu significat original). Segons aquesta proposta, un kilobyte designaria únicament 1.000 bytes, i es faria servir kibibyte per designar 1.024 bytes. Aquesta proposta encara no s'ha estès massivament però ha guanyat adhesions amb rapidesa.